# 夢で逢えたなら…
「夢で逢えたなら...」（ゆめであえたなら）は、175Rのメジャー13枚目、通算15枚目のシングルである。2007年7月25日にリリース。

## 概要
- 前作から約5か月ぶりのリリース。
- 表題曲は、『劇場版 仮面ライダー電王 俺、誕生!』の主題歌に起用され、175Rとしては初の映画主題歌となった。
- 通常盤と初回盤の2形態でのリリースであり、初回盤は「夢で逢えたなら...」のPVと、2007年5月27日にSHIBUYA-AXで行われたツアー『Bremen～無礼男の音楽隊～』から「ハッピーライフ」を収録したDVDが付いてくる。この「ハッピーライフ」は通常盤にはカップリングとして収録されている。また、初回盤のCDは表題曲のみの収録となっている。
- 通常盤600円、初回盤1100円と低価格で販売された。
- ジャケットが非常に不気味なことで知られており、「検索してはいけないシリーズ」にも登録されている。

## 収録曲

### CD
1. 夢で逢えたなら...
  - 作詞・作曲：shogo.k
2. ハッピーライフ
  - 作詞・作曲：shogo.k

### DVD(初回盤のみ)
1. 夢で逢えたなら...
2. ハッピーライフ